# 1949 في الأردن
تسرد المقالة الأحداث التي حدثت خلال عام 1949 في الأردن.

## شاغلي المناصب
- الملك: عبد الله الأول
- رئيس الوزراء: توفيق أبو الهدى

## أحداث

### حزيران / يونيو
2 يونيو - تحول منطقة شرق الأردن إلى المملكة الأردنية الهاشمية.

### أيلول / سبتمبر
13 سبتمبر - الاتحاد السوفيتي يعترض على الأمم المتحدة لعضوية سريلانكا وفنلندا وأيسلندا وإيطاليا والأردن والبرتغال.